# جرترود جونسون
جرترود جونسون (بالإنجليزية: Gertrude Johnson)‏ هي مغنية أوبرا ومغنية أسترالية، ولدت في 13 سبتمبر 1894 في Prahran ‏ في أستراليا، وتوفيت في 28 مارس 1973 في ملبورن في أستراليا.